# Peter Stebler
Peter Stebler   (Zúric, 7 de maig de 1927 - Küsnacht, 15 de setembre de 2010) fou un remer suís que va competir durant les dècades de 1940 i 1950.
El 1948 va prendre part en els Jocs Olímpics de Londres, on guanyà la medalla de plata en la prova del quatre amb timoner del programa de rem. Formà equip amb Rudolf Reichling, Erich Schriever, Émile Knecht i André Moccand. Quatre anys més tard, als Jocs de Hèlsinki, quedà eliminat en sèries en la prova del doble scull En el seu palmarès també destaquen dues medalles d'or i una de plata en el doble scull al Campionat d'Europa de rem. El 1951, fent equip amb Émile Knecht, i el 1953 i 1954 fent equip amb Erich Schriever.